# Mian (Einheit)
Der Mian war ein Gold- und Silbergewicht auf  der Halbinsel Malakka im gleichnamigen Bundesstaat. 
- 1 Mian = 2 ⅔ Gramm = 2,66 Gramm
- 16 Mians = 1 Buncal